# V. A. Urechia
Vasile Alexandrescu-Urechia (n. 15 februarie 1834, Piatra-Neamț, Neamț, România – d. 22 noiembrie 1901, București, România) a fost un istoric, scriitor, om politic român, membru fondator al Academiei Române. A fost profesor la Universitatea din Iași, iar ulterior la Universitatea din București. A fost membru corespondent al academiei spaniole. A studiat la Paris, unde a înființat ziarul unionist Opiniunea, organ al românilor din străinătate. În 1858 a editat ziarul unionist Zimbrulu și Vulturulu. Ca istoric, a avut o orientare eclectică. A editat numeroase culegeri de documente și hrisoave interne și externe, a scris o Istorie a românilor în 14 volume (1891 - 1892) și o Istorie a școalelor în 4 volume (1892 - 1901), a abordat majoritatea genurilor și speciilor literare. În calitate de om politic, a fost deputat și senator de Covurlui și de Galați din 1867.

## Numele
Vasile Alexandrescu-Urechia a avut la naștere numele Vasile Popovici pe care l-a schimbat în Vasile Alexandrescu, apoi în Vasile Alexandrescu-Urechia. Mihai Eminescu spunea cu ironie despre el că are „șapte nume”. În anul 1844 este înscris la Academia Mihăileană cu numele Vasile Alesandrescu, după prenumele tatălui (Alexandru Popovici), va semna apoi și Alessandrescu sau Alexandrescu, dar a folosit cu diferite ocazii și numele patern Popovici.. 
Mihail Straje îl găsește sub pseudonimele: Vasile Alexandrescu, Vasile Alexandrescu-Urechia, A.; B.A.; Cozmuță, Doamna L (Românul, 1858); Doamna Maria L (Zimbrul și Vulturul, 1858); Maria Movilă (Les sept montagnes de Moldavie, Paris, 1863); Popovici, Quis (Ateneu'lu Romanu, Iași; Din Moldova); U.N.; V.; V.A.; V.A.U. (Balul mortului..., București, 1865); X.Y.Z. (Literatorul, nr. 1-3/1883); V. Alessandresco (Foiletonul Zimbrului, 1855); V. Alisandrescu (România literară, 1855); V. Alexandrescu-Urechilă;   
Mai târziu, își atribuie descendența - fictivă - din familia cronicarului Grigore Ureche, adoptând numele Urechia (scris și Ureche, Urechea sau Urechiă).
În sursele scrise din Spania poate fi întâlnit sub numele de Basil Alexandresco sau Basilio Alexandresco.

## Biografie

### Familia și copilăria
S-a născut la Piatra Neamț, tatăl său a fost culcerul Alexandru Popovici, membru a clasei boierești și judecător la tribunalul din Piatra Neamț și nepot al lui Ghenadie, protopop de Hîrlău, iar mama sa a fost Eufrosina Manoliu. Ambii părinți au fost văduvi sau divorțați, iar V.A. Urechia a avut frați vitregi din mariajele anterioare ale părinților. După moartea tatălui său, când avea doar șase ani, el și alți trei frați s-au mutat cu mama sa care s-a recăsătorit cu serdarul Fotino.
Învață în casele unor rude bogate, unde-l are pe D. Xenopol, tatăl istoricului A.D. Xenopol, profesor de limbă franceză, apoi urmează cursurile la școala preparandală de la Trei Ierarhi, iar în anul 1844 este înmatriculat la Academia Mihăileană. 
În primăvara anului 1848 a fost martorul revoluției, în Iași, apoi își petrece mare parte a anilor 1850 în Franța, luându-și bacalaureatul în luna august 1856, iar mai apoi, studiază literele la Sorbona.

### Începuturile activității literare și politice
Debutul literar are loc în anul 1850 cu fabula Zimbrul și vulpea în publicația Zimbrul, iar în anul următor publică o broșură cu o nuveletă prelucrată după o anecdotă franceză, Grinda de aur sau Previderea unui părinte bun. Mai scrie, în 1852, în calendarul apărut la tipografia Buciumul român și, apreciat de Mihail Kogălniceanu și Vasile Alecsandri, începe să colaboreze la România literară, unde îi apar versuri și narațiunea istorică Logofătul Baptiste Veleli.
În anul 1854 își grupa în volumul Mozaic de novele, cugetări, piese și poezii câteva dintre lucrările sale de debut, iar în 1855 scrie romanul Coliba Măriucăi, inspirat din realitățile vieții comunității roma și romanul Coliba unchiului Tom al scriitoarei americane Harriet Beecher Stowe. 
În timpul studiilor la Paris Urechia frecventează cercurile românilor exilați din ambele principate, Țara Românească și Moldova, unde se împrietenește cu C. A. Rosetti. și devine unul dintre cei trei secretari ai cancelariei de propagandă unionistă sub președinția lui Iosafat Snagoveanul. Începe redactarea gazetei Opiniunea, alături de C. A. Rosetti, susținând aici și în publicații de limbă franceză legitimitatea emancipării sociale și politice ale românilor, necesitatea Unirii. La 23 de ani nota în articolul Situațiunea, publicat în revista Opiniunea, redactată de el la Paris în 1857, sintetizând ideile dezbătute de la cronicari la corifeii școlii ardelene: „suveranitatea și unirea au umplut desigur toată existența acestui popor; istoria românilor este numai o istorie a acestor două principii naționale născute deodată cu primile manifestări politice ale românismului..., maturite prin experiența de veacuri, dezbătute mai mult de cât astăzi, prin vorbe, pe câmpul bătăliilor prin arme, răscumpărate în atâtea rânduri prin sânge; axiomate ale românilor, ele nu mai sunt primitoare de dezbateri.” În calitate de secretar al biroului de propagandă a intereselor românilor, în timpul Congresului de la Paris din 1856, Urechia era la curent cu tendințele țărilor participante, acționa preocupat de soarta Principatelor Române, făcea în acest scop, cum îi va scrie lui Gheorghe Sion, „antecameră pe la toate persoanele influente.” În gazeta Opiniunea își exprimă convingerea unității latinității occidentale și orientale europene, notând cu privire la condițiile prevăzute de Convenția de la Paris pentru viitorul Domn al Principatelor: „...un principe de origină latină ne place să credem că nu este un principe străin, el fiind fiul uneia din surorile noastre, fiice ale mamei latine.”
În august 1857 se căsătorește cu Francisca Dominica de Planohe, fiica doctorului personal al Isabelei a II-a a Spaniei, iar ceremonia religioasă a căsătoriei a avut loc la biserica ortodoxă română din Paris.
Călătorește în Spania în anii 1857 și 1858 și, din nou, 1862, studiind arhive locale și sistemul de educație spaniol, iar în acest timp este introdus de către soția sa unor figuri culturale și politice, precum: poeții Ramón de Campoamor y Campoosorio și Gaspar Núñez de Arce, viitorii lideri politici ai Primei Republici Spaniole, Emilio Castelar y Ripoll și Francisco Pi y Margall, și dramaturgul Manuel Tamayo y Baus. În deceniul următor călătorește în Grecia, Elveția, Italia și Imperiul German.
În anul 1858, la Madrid, Urechia încerca, în paginile gazetei La Discusion, să argumenteze necesitatea unității popoarelor neolatine din orientul și occidentul Europei, formarea unui curent panlatin, în contrapondere cu cel pangerman și panslav, concurente pentru dominația Europei. 
Se întoarce la Iași la începutul anului 1858 unde este numit asesor la secția a doua a tribunalului, profesor de istorie, limbă română și latină la Gimnaziul central, apoi profesor de istorie și literatură clasică și română la Facultatea de filosofie. 
În același an, 1858, redactează împreună cu Iancu Codrescu ziarul unionist Zimbrul și Vulturul, iar în anul 1859 colaborează cu revista Steaua Dunării coordonată de Mihail Kogălniceanu și Vasile Alecsandri, unde publică traducerea poemului Canción a las ruinas de Itálica (Cântul ruinelor din Italica) de Rodrigo Caro, atribuit eronat la acea dată lui Francisco de Rioja.

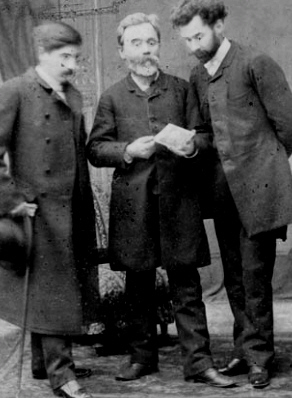
V. A. Urechia (în centru), Alexandru Vlahuță (stânga) și Barbu Ștefănescu Delavrancea, într-o fotografie din 1889

Soția sa, Francisca, moare tânără, înainte de anul 1860, iar Urechia se recăsătorește cu o cântăreață amatoare de origine germană, Luiza „Zettina” Wirth..
În iunie 1859 devine director la Departamentul Cultelor și Instrucțiunii Publice, iar în anul 1860 în guvernul moldovenesc al lui Kogălniceanu, devine în două rânduri, ministru ad-interim al aceluiași departament. După preluarea funcției, trimite primii cinci studenți bursieri la Torino. În scrisoarea adresată lui Camillo Bonso Cavour, cerea imperativ acestuia: „Faceți din tinerii noștri români ceva mai bun decât savanți; faceți-i pe ei mai latini, demni descendenți din Roma, mama națiunii lor, ... ” De asemenea, oferă burse de studii la universități din Franța, Spania, Portugalia și Regatul Sardiniei și va folosi poziția sa pentru a-și pune în practică conceptele și proiectele de organizare a instituției școlare și culturale, de pregătire a cadrelor și asigurarea materială a instituțiilor condiție fără de care nu vedea organizarea învățământului românesc, problematică ce a fost și obiect al polemicii cu Titu Maiorescu. .
Publică volumele de critică literară Schițări de literatură română în anul 1859 și O vorbă despre literatura desfrînată ce se încearcă a se introduce în societatea română în anul 1863.
Interesat de etnografie, menține relații cu Franța, devenind membru al Société d'Ethnographie (Societatea de etnografie) din Paris, colaborând strâns cu președintele acesteia Léon De Rosny. Devine, de asemenea, membru activ al Institut d'Ethnographie (Institutul de etnografie) și al Société héraldique de France (Societatea heraldică a Franței).
Începând cu 15 septembrie 1860 colaborează împreună cu profesorii G. Mârzescu, I. Strat, I. Missail, Z. Columb la revista Ateneul român din Iași, iar de la 20 februarie 1861 devine singurul redactor al revistei, o revistă cu vederi pro-liberale, unde, uneori, reacționează împotriva vederilor conservatoare ale lui Alecsandri. Societatea Ateneului român a fost o mișcare culturală națională, care a avut ca rezultat formarea Academiei Române în anul 1866 și Ateneului Român în anul 1888. Inițiativa lui Urechia pentru fondarea Ateneului Român a fost inspirată de admirația lui pentru instituția spaniolă Ateneo de Madrid.

### Activitatea în București
În iulie 1864 se mută la București, unde devine director de departament în Ministerul Cultelor și, din noiembrie, profesor al catedrei de istorie și literatură română la Universitatea București, fiind o vreme și decan al Facultății de litere și filosofie. 
În anul 1865 reînființează, împreună cu C. Esarcu, revista și societatea Atheneul român, după ce acest proiect a fost un eșec la Iași din lipsă de membri. În același an publică Femeia română, dupre istorie și poesie și Balul mortului. 
Contribuie în anul 1866 la înființarea Societății Literare Române (Academia Română) devenind vicepreședintele și președintele secției istorice, președinte al celei literare, iar mai târziu și vicepreședinte al instituției.

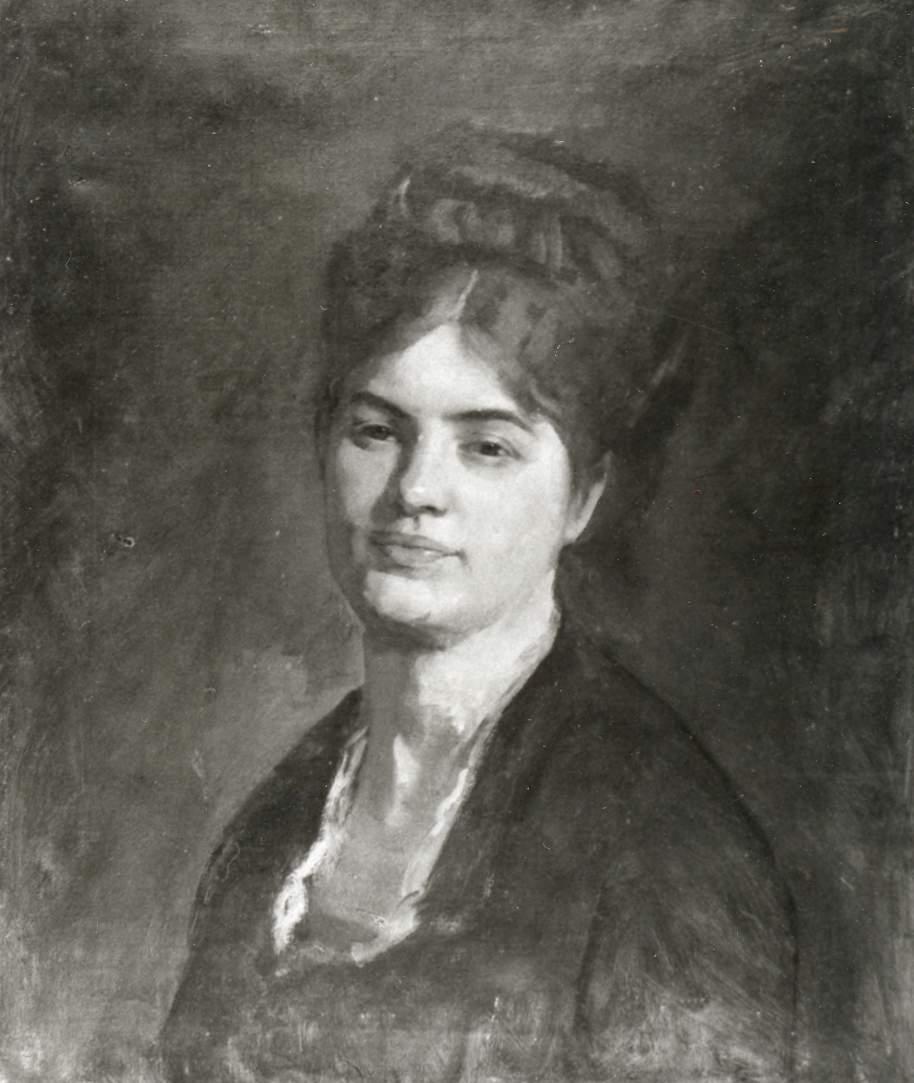
Soția sa, Luiza Urechia, portret de Nicolae Grigorescu

După 1866 Urechia devine deputat de Covurlui, făcând parte din parlamentul și senatul României timp de 34 de ani, participând activ la modernizarea învățământului românesc.
În 1867 publică drama istorică în trei acte și nouă tablouri Vornicul Bucioc, reprezentată la 1 aprilie 1867 și lucrările Despre elocința română, Poezia în fața politicei, Patria română. În același an, începe o călătorie în Spania, până în toamna lui 1868 cercetând arhive spaniole, fiind membru corespondent al Academiei Regale Spaniole, iar în anul 1869 reprezintă România, împreună cu Alexandru Odobescu la Congresul Mondial al Arheologiei de la Paris. Divorțează de Luiza Wirth, cândva, după 1868.
Deși, Titu Maiorescu își făcuse publice opiniile sale anti-liberale, societatea Junimea de la Iași a fost primită de Urechia cu simpatie, dar anul 1870 reprezintă începutul polemicilor lui Urechia cu junimiștii, iar împreună cu istoricii Bogdan Petriceicu Hasdeu și Nicolae Ionescu, începe să condamne vederile conservatoare și, pe plan cultural, îndrumările romantice și neo-clasice ale Junimii, care în opinia lui Urechia erau în contradicție cu românismul. În același deceniu Urechia începe să colaboreze cu C. A. Rosetti și grupul radical din jurul său, grup care formează în anul 1875 Partidul Național Liberal.
După 1873 colaborează cu Dimitrie August Laurian și Ștefan Michăilescu la Revista contimporană, revistă anti-junimistă, despre care George Călinescu spunea: Revista avea prestigiu și junimiștii în sinea lor se îngrijorară. Revista a debutat cu un studiu al lui Urechia despre Miron Costin, cu niște Suvenire despre poetul Conaki de Gheorghe Sion și o nuvelă istorică a lui Pantazi Ghica, Marele vistier Cândescu, toate aceste scrieri fiind criticate de Maiorescu în celebrul său eseu Beția de cuvinte. Urechia îi răspunde lui Maiorescu în Revista contimporană prin Noua direcțiune din Iași, dar replica este insuficientă, dat nu lipsită de interes pentru justețea unor puncte de vedere. 
În aceași perioadă, Urechia a mai avut un conflict cu un fost angajat și colaborator de-al său, Ronetti-Roman, care într-un pamflet, Domnul Kanitferstan, afirma că a fost șocat să afle că Urechia este antisemit.
În anul 1872 la 9 martie are loc reprezentarea dramei Episod de sub Alecsandru cel Bun.
După încheierea Războiului de independență a României din 1877 - 1878, Urechia reprezintă țara la Congresului Internațional de Științe Etnografice de la Paris și i s-a încredințat conducerea lucrărilor din cea de-a doua zi a Congresului Internațional de Științe Etnografice de la Paris. Comunicarea Despre etnografia română, prezentată, atrage atenția asupra României, Urechia subliniind rolul ei de „santinelă a lumii latine la poarta invaziilor barbare”. În intervențiile lui, combate cu argumente afirmațiile aberante ale lui Gauthier Claubry, demonstrând că românii nu sunt slavi și albanezi, explică sensul etnonimului valah, argumentând că „există români, valahi, până la Atena, Epir, Tesalia”. Un martor la lucrările Congresului, B. Vinesiu, scria lui Iosif Vulcan despre locul ce l-a ocupat Urechia în lumea științifică prezentă: „Chiar de a doua zi fu ales președinte. Nu a fost ședință în care domnia sa să nu fi luat cuvântul, arătând că și România are oameni de știință, că și România se interesează de întreaga umanitate, dorind binele tuturor... Succesul poetului de la Mircești, dobândit de curând la Montpellier, e mare; el arăta o vitejie românească pe câmpia literară; succesul domnului Urechia la Paris este tot așa de mare și strălucit, el arată Franței, Europei întregi, ba chiar Americii (căci și ea se reprezenta la congres) că între Dunăre și Carpați sunt tot așa de buni erudiți, ca în Europa occidentală.” Léon de Rosny citează cu titlu de referință unele intervenții ale lui Urechia la Congresul din 1878 în cartea sa, La Patrie Romains d'Orient. Études ethnographiques, géographiques, historiques, économiques et littéraires, apărută în 1884, la București și cu sprijinul moral și material al statului român și personal a lui Carol I, la intervențiile lui Urechia. Léon de Rosny dedică această sinteză asupra latinității orientale lui Urechia, iar în anul 1879, Institutul Etnografic din Paris îi oferă lui Urechia bustul său, operă a sculptorului W. Hegel, expresie a simpatiei și gratitudinii pentru „savanta sa activitate” la Sesiunea inaugurală a Congresului Internațional al Științelor Etnografice din 1878. Tot în acest an este invitat la Congresul pentru literatură de la Londra.
În același an, a fost ales membru al Ligii Culturale a Aromânilor, căreia îi devine președinte și a publicat Albumul macedo-român. A primit medalia de bronz a Société d'Ethnographie în anul 1880 și medalia de onoare în anul următor, iar aceași instituție creează Premiul Urechia pentru cercetare în etnografie, primul premiu fiind decernat în anul 1882.
La 25 martie 1880 este jucată comedia într-un act, Odă la Elisa.
Între anii 1878 și 1889, Urechia își adună lucrările sub titlul Opere complete.

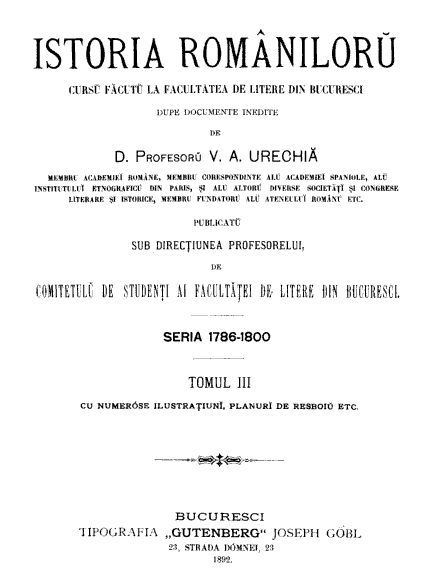
Prima pagină a volumului III - Istoria românilor, 1892

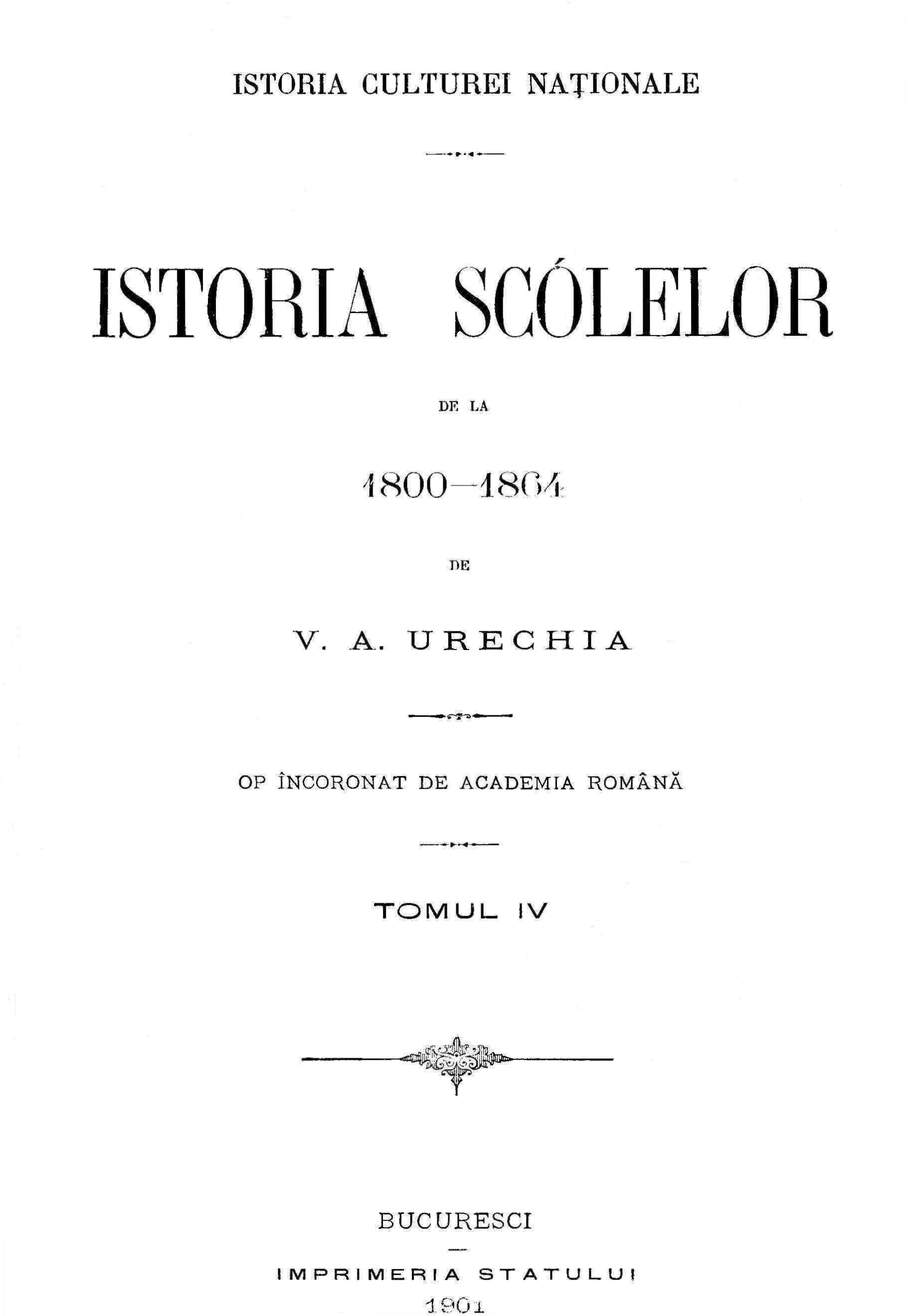
Prima pagină a volumului IV - Istoria școalelor de la 1800 la 1864, 1901

În perioada 9 iunie 1881 - 31 iulie 1882 a fost ministru al Cultelor și Instruncțiunii Publice în guvernul lui I. C. Brătianu și pregătește un program administrativ la diferite nivele în învățământ, dar durata scurtă a mandatului nu-i permite să-și pună ideile în practică. Ca ministru îl numește pe Ion Luca Caragiale revizor școlar în județele Neamț și Suceava  și îl demite pe Ioan Nădejde din funcția de profesor, deoarece acesta propăvăduia socialismul și ateismul în Universitatea din Iași.
În anul 1882 acceptă invitația lui Macedonski de a deveni președintele societății Literatorul, dar revista Literatorul își încetează apariția în anul 1883, după publicarea nefericitei epigrame a lui Macedonski împotriva lui Eminescu. Revista va mai apărea sporadic în următorii ani, sub denumirea de Revista literară, și va continua să primească contribuții de la Urechia, Anghel Demetriescu, Th. M. Stoenescu și Bonifaciu Florescu, iar mai apoi a fost transformată de către Macedonski într-o voce a mișcării simboliste.
Deziluzionat tot mai mult de politica Partidului Liberal, Urechia a votat împotriva partidului de câte ori a considerat că vederile sale nu coincid cu politica partidului. Până în 1885 relațile sale cu Junimea s-au îmbunătățit, devenind un suporter al Partidului Conservator și a început să colaboreze la revista Convorbiri literare cu eseuri și povestiri până în anul 1892.
Interesele sale stiințifice variate reiese și din corespondența sa cu Iuliu Popper, explorator român al Patagoniei, care-i descria lui Urechia într-o scrisoare impresiile de călătorie din Punta Arenas, Chile.
Mai tîrziu, V. A. Urechia s-a concentrat pe cercetarea istoriei, scriind și publicând Istoria românilor în 14 volume între anii 1891 și 1903 și Istoria școalelor, în patru volume între 1892 și 1901. După 1889, sprijină biblioteca orașului Galați, căreia îi donează colecția sa de cărți. Colectează și editează opera lui Miron Costin producând și editând în 1890 o monografie, împreună cu o lucrare similară dedicată lui Gheorghe Asachi. În 1891, scrie eseuri, nuvele, memorii și povești influențate din teme folclorice, publicate într-un volum cu titlul Legende române. În același an, pleacă la Londra și participă la Congresul Internațional al Orientaliștilor (International Congress of Orientalists), unde îi este înmânată diploma de onoare pentru servicii aduse operei internaționale .
La finalul deceniului 1880, V. A. Urechia participă la un scandal împotriva lui Lazăr Șăineanu, un evreu român educat în străinătate, în care scandal, Urechia face o serie de declarații antisemite. Când Șăineanu a fost numit de către Titu Maiorescu la Facultatea de Litere, Urechia și partizanii lui au reacționat puternic susținând că Șăineanu nu este calificat pentru acea poziție datorită etniei sale, forțându-l, în cele din urmă să-și prezinte demisia. În 1889, când Șăineanu a solicitat cetățenia română, Urechia a intervenit, împreună cu Dimitrie Sturdza, reprezentant al Partidului Liberal, șeful comisiei însărcinate cu elaborarea legii de acordare a cetățeniei, solicitându-i lui Șăineanu să-și retragă cererea. Problema naturalizării lui Șăineanu a fost dezbătută în două ocazii în 1889 și 1895 în Senatul României și, deși, Șăineanu s-a bucurat de susținerea premierului conservator Petre P. Carp și a Camerei Deputaților, după discursurile lui Urechia, în ambele ocazii, majoritatea senatorilor au votat împotrivă.

### Înființarea Ligii culturale și ultimii ani

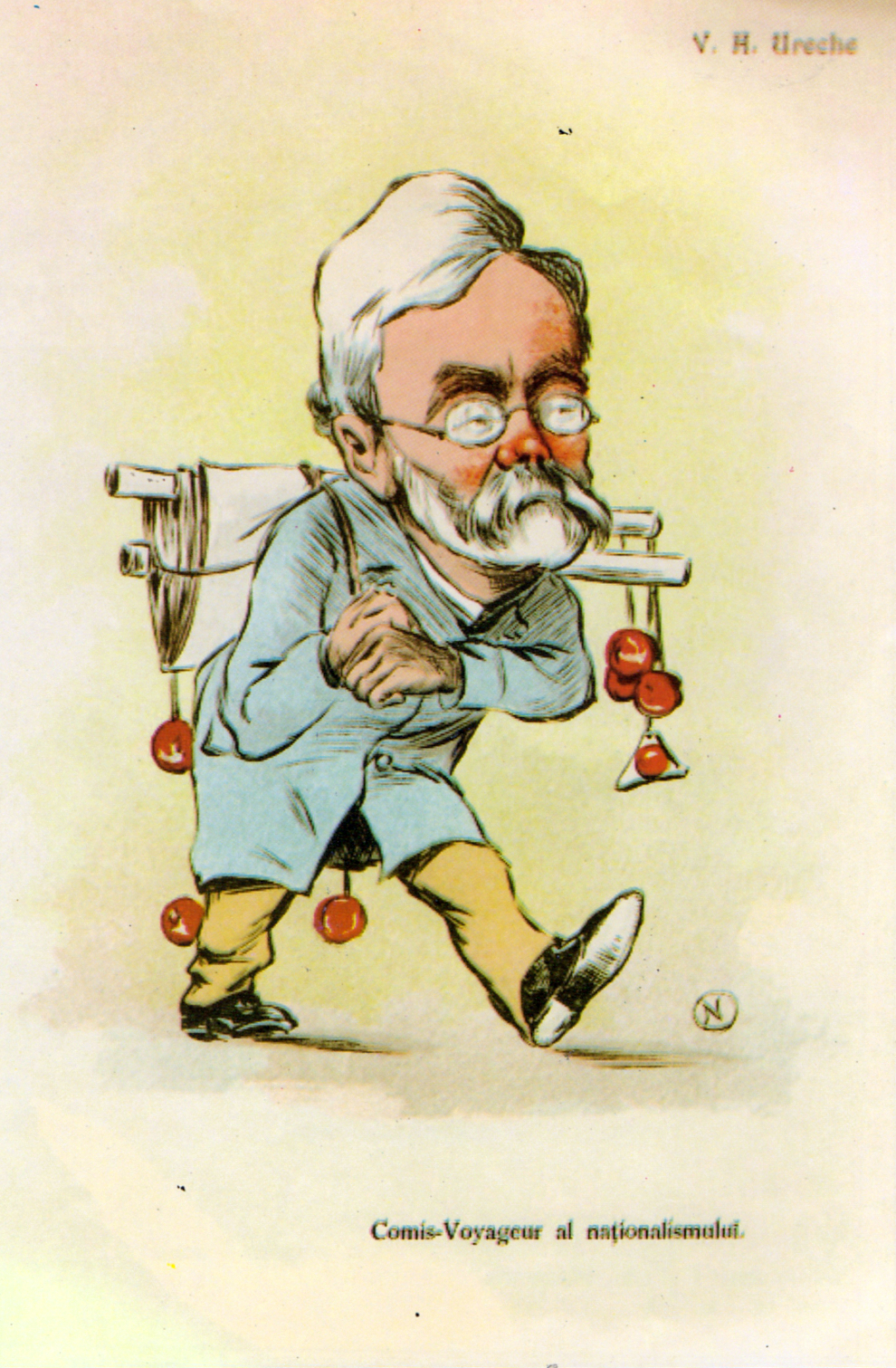
V. A. Urechia - caricatură de Nicolae S. Petrescu-Găină

La începutul deceniului 1890 Urechia s-a implicat în cauza românilor din Transilvania și Banat, aflați sub stăpânirea austro-ungară și a salutat formarea Partidului Național Român și a sprijinit mișcarea Memorandului Transilvaniei din 1892, iar când inițiatorii acestuia au fost închiși de autoritățile maghiare, Urechia, a făcut apel și a căutat suport în Europa pentru eliberarea acestora, iar în 1893 a adunat și publicat toate intervențiile colegilor săi pe această temă sub titlul Voci latine. De la frați la frați.  Ca lider al noii Ligi culturale pentru unitatea tuturor românilor, a scris în presa internațională în jur de 500 de articole, studii, știri, informații cu privire la istoria românilor, publicate în 113 ziare în deosebi de limbă franceză, în sprijinul procesului memorandiștilor. Toate aceste acțiuni i-au atras antipatia reprezentanților austro-ungari care l-au catalogat un agent disident. În 1894, s-a implicat într-o dispută aprinsă cu generalul maghiar István Türr, care a publicat articole ce condamnau participanții la Memorandum și simpatizanții lor din București. În anul 1895, Urechia participă la Congresul de la Bruxelles și la Conferința Interparlamentară a avut o confruntare aprinsă cu parlamentarii maghiari privind problema Transilvaniei și folosind aceleași argumente ca în scrisoarea de răspuns adresată generalului Türr, intervențiile sale au fost considerate un succes diplomatic în fața parlamenarilor de la Budapesta.
Între 1896 și 1897 Urechia a fost vicepreședintele Senatului. În aceași perioadă devine Cavaler al Legiunii de Onoare, membru de onoare și mai târziu președinte de onoare al Consiliul Heraldic al Franței, membru al Societății Franceze de Arheologie, membru asociat al Crucii Roșii Spaniole și consul general al României în Ecuador.
În octombrie 1899 participă la Congresului internațional de orientalistică de la Roma, unde organizează o festivitate de depunere de coroane de bronz la Columna lui Traian, onoarea gestului i-a revenit țăranului Badea Cârțan, la propunerea lui Angelo de Gubernatis. Deși manifestările s-au bucurat de popularitate, Urechia și Liga Culturală și-au manifestat nemulțumirea datorită lipsei de fonduri alocate pentru expunerea tradițiilor și obiceiurilor românești.
În anul 1900 participă la Congresul Uniunii Studenților Latini, organizat de Societatea Științifică și Literară din Alais, Franța unde ține un discurs asupra ideii de unitate a popoarelor latine și pledează pentru federalizarea latină. În același an publică o serie de memorii și impresii de călătorie sub titlul Din tainele vieții.
Urechia a murit la București, la 22 noiembrie 1901, la vârsta de 67 de ani.

### Căsătoriile și copiii
Este tatăl scriitorului Nestor Urechia.

## Opera

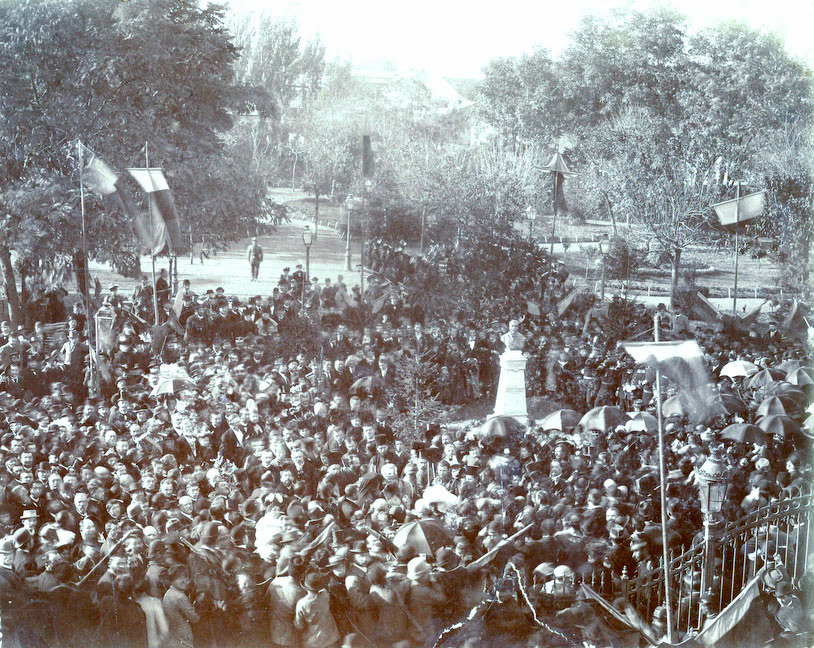
Dezvelirea bustului lui Mihail Kogălniceanu în Galați, un evenument la care Urechia a participat (1893)

- Istoria românilor (14 volume, 1891-1902)
- Istoria școalelor de la 1800-1864 (4 volume, 1892-1904)
- Domnia lui Ioan Caragea, (1897-1898)

### Documente
- Documente dintre 1769-1800 (1889)
- Documente relative la anii 1800-1833 (1889)
- Documente inedite din domnia lui Al. Moruzi (1895)
- Codex Bandinus. Memoriu asupra scrierei lui Bandinus de la 1646 urmat de text, însoțit de acte și documente (1895)

### Proză
- Grinda de aur sau Prevederea unui părinte bun
- Logofătul Baptiste Veveli
- Coliba Măriucăi

### Dramaturgie
- Cum era ea?
- Fidanțata imperatorului
- Vornicu Bucioc
- Banul Mărăcine
- Curtea lui Neagoe Vodă

### Studii
- Schițe de istoria literaturii române (1885)